# The Fourth Direction
The Fourth Direction is de internationale titel van de Indiase speelfilm Chauthi koot (ਚੌਥੀ ਕੂਟ) uit 2015 van regisseur Gurvinder Singh, gebaseerd op de twee korte verhalen The Fourth Direction en I Am Feeling Fine Now van de Indiase auteur Waryam Singh Sandhu uit zijn verhalenbundel Chauthi koot uit 2005.

## Plot
De film bevat twee verhalen die zich afspelen tegen de achtergrond van een opstand van Sikhs. Twee mannen die de laatste trein hebben gemist dringen een goederentrein in. Een familie wordt onder druk gezet afstand te doen van haar hond omdat het geblaf de aanwezigheid van Sikhstrijders zou kunnen verraden.

## Rolverdeling
- Suvinder Vicky als Joginder
- Rajbir Kaur als Beero
- Harleen Kaur als meisje
- Taranjit Singh als Sukhdev
- Kanwaljit Singh als Jugal
- Harnek Aulakh als Raj
- Gurpreet Bhangu als moeder van Joginder
- Tejpal Singh als Sikh in de trein
- Gulshan Saggi als treinconducteur

## Prijzen en nominaties
- Mumbai Film Festival: Golden Gateway of India Award for Best Film
- Singapore International Film Festival: Best Asian Feature Film
- National Film Awards (India): Best Feature Film in Punjabi
- Filmfestival van Cannes 2015: Prix Un certain regard (nominatie)